# Antoine Richepance
Antoine Richepance, né Richepanse, né le 25 mars 1770 à Metz (Province des Trois-Évêchés), mort le 3 septembre 1802 à Basse-Terre (Guadeloupe), est un général français, actif pendant les guerres de la Révolution française. Il fut à la tête de l'armée expéditionnaire de la Guadeloupe, chargée d'y rétablir l'esclavage à la demande du consul Bonaparte. Son nom est gravé sous l'Arc de triomphe de l'Étoile.

## Biographie

### Jeunesse et formation militaire
Fils d'Antoine Richepanse, sous-officier du régiment de Conti dragons, Antoine Richepanse naît le 25 mars 1770, à Metz, place forte française des Trois-Évêchés. Suivant les traces de son père, Antoine est admis comme enfant de troupe dès l'âge de 5 ans, au régiment de Conti dragons. Sa formation militaire est typiquement celle d'un enfant de troupe sous l'Ancien Régime. Alors qu’il est à peine âgé de 15 ans, il s’engage dans les Chasseurs d’Alsace, en octobre 1785 et gravit rapidement les premiers grades de la hiérarchie militaire. Maréchal des logis en 1785, il est promu maréchal des logis chef en 1788, peu avant la Révolution française.

### Soldat de la Révolution
Partisan de la Révolution, le jeune sous-officier se distingue dès les premières campagnes des armées révolutionnaires. 
Promu sous-lieutenant en 1791, il est nommé lieutenant en septembre 1792, puis capitaine en juillet 1793 et enfin chef d'escadron au 1er chasseurs à cheval, en juillet 1794. En 1796, commandant, il fait partie de l’armée de Sambre-et-Meuse. En juin, il contribue aux victoires de Siegburg et d'Altenkirchen, où il montre ses talents à la tête du 1er régiment de chasseurs. 
Témoin de sa fougue, Kléber le nomme le 4 juin 1796 général de brigade, écrivant à Jourdan : 
« Je pense, mon cher camarade, que tu approuveras cette nomination, et que tu détermineras le gouvernement à la confirmer. J'y attache un intérêt d'autant plus vif, que ce parait être le vœu de tout le corps d'armée qui a été témoin de ses actions brillantes. »

### Général de cavalerie
Son grade de général de brigade est confirmé par le Directoire quelques jours plus tard en juin 1796. Il a alors 26 ans.
Blessé d'un coup de sabre, à la bataille d'Altendorf, il s'illustre encore à la bataille de Wetzlar, puis à Strullendorf.
L’année suivante, en avril 1797, il prend une grande part dans la victoire de Neuwied, où les Impériaux perdent 8 000 prisonniers, 27 pièces de canon et 7 drapeaux. En 1798 il sert dans la Division Lemoine, sous le commandement de Kléber. Appelé en Italie en 1799, il commande la réserve de cavalerie de l'Armée d'Italie. Richepanse participe activement à la bataille de Novi, ce qui lui vaut d’être promu général de division par Championnet le 4 novembre 1799. Sa promotion est confirmée par le Consulat en mars 1800. Placé sous le commandement de Moreau, le jeune général mène plusieurs combats victorieux à Waldshut en avril, et enfin à Kirchberg en juin 1800. 
Le 3 décembre 1800, il affronte le flanc gauche des armées autrichiennes de l'archiduc Jean à Hohenlinden. Son attaque décisive permet à Moreau de remporter la victoire. Il participe encore avec succès aux combats de Hermsdorf, Strasswalchen, Frankenmarkt et Schwanenstadt en décembre 1800. Richepance est alors au faîte de son ascension.

### Général en chef à la Guadeloupe
L’armée du Rhin étant dissoute en mars 1801, il est mis en disponibilité. Il est nommé Inspecteur général des troupes de cavalerie de la République batave. 
En 1802, il est nommé général en chef de l'armée expéditionnaire de la Guadeloupe. 
Il participe à une expédition sanglante (66 % de perte dans le corps expéditionnaire), contre une partie des troupes françaises locales de couleur, qui impose le rétablissement de l'esclavage en Guadeloupe par voie de fait (28 mai 1802). Entaché d'illégalité, le décret de Bonaparte daté du 16 juillet 1802, qui « avalise cet attentat » aux droits de l'homme, ne sera jamais publié.
Ayant contracté la fièvre jaune en Guadeloupe, il meurt le 3 septembre 1802 après 16 jours de maladie, à l’âge de 32 ans.

## Mémoire et controverse
Mort sous le Consulat, le général Richepance, mort en service à l'âge de 32 ans, est considéré par l'historien et biographe du XIXe siècle Charles Mullié comme « l’un des plus braves généraux de la République », il est aussi célébré comme un héros de l'Empire puisque son nom est gravé sous l'arc de triomphe de l'Étoile à Paris. Napoléon fit nommer Richepance une rue de Paris, et ordonna, en 1803, que le fort Saint-Charles en Guadeloupe soit rebaptisé de son nom. En 1810, l'Empereur anoblit sa veuve et son fils aîné en leur donnant une baronnie d'Empire. La décision de graver son nom sous l'arc de Triomphe a été prise  en 1836.
Sur sa tombe, aujourd'hui anonyme, érigée à l'intérieur du fort Delgrès, est inscrit : « Mort à 32 ans. Mais combien n'a-t-il pas vécu pour la gloire et pour la patrie ». Dans deux courriers adressés aux présidents François Hollande en 2014, et Emmanuel Macron, le 14 mai 2018, le collectif LKP exige que la dépouille de Richepance quitte la Guadeloupe. Une suite favorable n'a pas été obtenue à ce jour.
Pour les Guadeloupéens, Richepance incarne une mémoire négative de l'île, en raison de son rôle dans le rétablissement de l'esclavage. Le « fort Richepance » a été rebaptisé « fort Saint-Charles » en 1960, puis, en 1989, « fort Delgrès », du nom de Louis Delgrès, le chef de bataillon créole célèbre pour sa résistance aux troupes venues rétablir l'esclavage qui se suicida plutôt qu'être capturé par Richepance en 1802.
En décembre 2001, la ville de Paris a rebaptisé la rue Richepance en rue du Chevalier-de-Saint-George, imitée en 2004 par Metz qui renomme le quai Richepance en quai Wiltzer. À Rouen, la caserne Richepanse est devenue le quartier Pélissier en 1974.

## Unions et postérité
Fils d'Antoine Richepanse (1734-1808), ancien officier au régiment de Conti, député de la Loire au Corps législatif (1802-1808), Richepance fils épousa, en premières noces, à Puligny-Montrachet (Côte-d'Or), Pierrette Gaudez (née à Tournus), dont il a eu :
- Émilie Pierrette (1791-1871), mariée, le 31 juillet 1810 à Tournus, avec François Marie (1772 - Saint-Omer - 16 mai 1847 - Sainte-Ruffine), chevalier Rousseau de Sibille de l'Empire, lieutenant-colonel du génie, dont postérité (plusieurs fils) ;

Le général Richepance convola en secondes noces, en 1797, avec Marie Joséphine Charlotte Antoinette de Damas (1776-21 avril 1847 - Paris), baronne Richepance et de l'Empire (9 mars 1810), fille de François de Paule de Damas (né en 1736), seigneur du Rousset, puis capitaine au régiment de Beauce, dont il eut :
- Marie Alexandrine Ignatie Julie (née vers 1793[réf. nécessaire] - 16 mars 1818, mariée, le 16 septembre 1816, avec Digby Mackworth (1789-1852), baron Mackworth (en), 4e baronet of The Gnoll (en) (2 mai 1838), dont postérité ;
- Eugène Charles François (23 janvier 1798 - Stolberg (près d'Aix-la-Chapelle) - Tué le 30 novembre 1836 - au siège de Constantine), baron Richepance et de l'Empire (créé baron à onze ans, en récompense des services rendus par le général Richepance, son père : décret du 3 décembre 1809, lettres patentes du 31 janvier 1810 (Paris), chef d'escadrons de cavalerie, sans alliance ;
- Adolphe Antoine (12 juillet 1800 - Colmar - 3 septembre 1862 - château de Segange, Avermes), 2e baron Richepance (9 septembre 1837), colonel commandant le 1er chasseurs d'Afrique (27 avril 1845), général de division (26 mai 1859), grand officier de la Légion d'honneur, marié le 12 novembre 1841 avec Constance du Broc de Segange, sans hoirs.

## Galerie

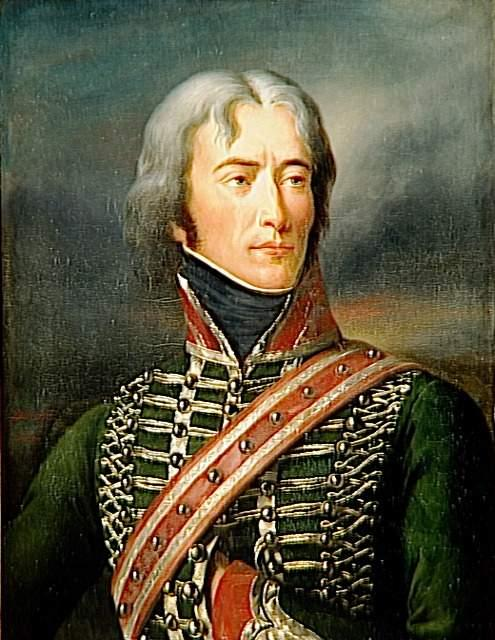
Antoine Richepance (1770-1802) en uniforme de lieutenant au 1er régiment de chasseurs à cheval en 1792, Charles Durupt (1804-1838), 1834, Musée de l'Histoire de France (Versailles).
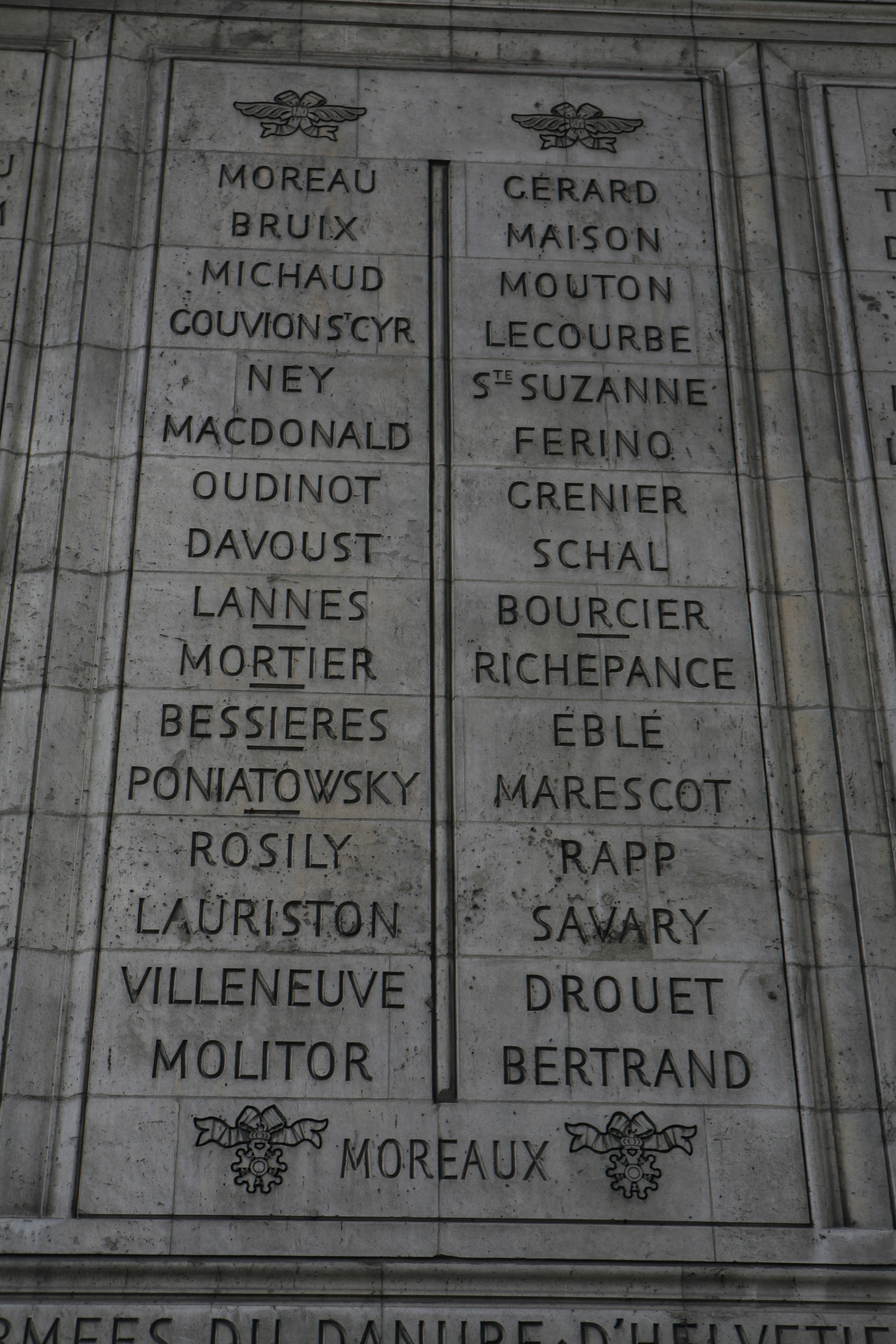
Noms gravés sous l'arc de triomphe de l'Étoile : pilier Est, 13e et 14e colonnes.

### Filmographie
- Sucre amer de Christian  Lara, 1998, 90 minutes
- 1802, l'épopée guadeloupéenne de Christian  Lara, 10 mai 2004, 100 minutes [présentation en ligne]